# Brasileon amazonicus
Brasileon amazonicus är en insektsart som först beskrevs av Stange in Miller och Stange 1989.  Brasileon amazonicus ingår i släktet Brasileon och familjen myrlejonsländor. Inga underarter finns listade i Catalogue of Life.